# Al-Risala (沙斐仪著作)
Al-Risala （阿拉伯语：‎），全称（阿拉伯语：‎），是一部由穆罕默德·本·伊德里斯·沙斐仪撰寫的書籍。
 Risāla  在阿拉伯语中的意思是“消息”或“信件、通讯”。沙斐仪的这篇论文因其未经证实的传统故事而得名，即沙斐仪应巴士拉一位主要传统主义者阿卜杜勒拉赫曼·本·马赫迪的请求而创作了这部作品；故事是这样的：伊本·马赫迪希望沙斐仪解释《古兰经》和圣行的法律意义，而 Risāla 是沙斐仪的回应。
据说，沙斐仪在这部著作中概述了伊斯兰法律的四个渊源，尽管这种基于四个来源的划分被归因于后来对该著作的评论者而不是沙斐仪本人。